# Tęgosterowate
Tęgosterowate (Dendrocolaptidae) – rodzina ptaków z podrzędu tyrankowców (Tyranni) w rzędzie wróblowych (Passeriformes), obejmująca ponad pięćdziesiąt gatunków ptaków. Tęgosterowate występują wyłącznie w krainie neotropikalnej.

## Charakterystyka
Mają nierzucające się w oczy brązowe upierzenie. Jest to grupa wyspecjalizowana w polowaniu na owady i inne bezkręgowce, które można znaleźć na pniach drzew. Tęgosterowate są dobrze przystosowane do poruszania się w takim środowisku, ich sterówki są zesztywniałe, podobnie jak ma to miejsce u pełzaczy i dzięciołów. Występowanie tej samej cechy u trzech bliżej niespokrewnionych ze sobą grup ptaków jest wynikiem niezależnego przystosowywania się do podobnego trybu życia na skutek ewolucji konwergentnej.
Są to ptaki leśne, gniazdujące w dziuplach. Składają 2–3 jaja, które wysiadują przez około 15 dni.

## Podział systematyczny
Badania morfologiczne Roberta Rajkowa (1994) i molekularne Martina Irestedta i in. (2004) wykazały, że rodzina garncarzowatych bez tęgosterów byłaby taksonem parafiletycznym. Podział systematyczny całej grupy jest nadal przedmiotem dyskusji i wymaga dalszych badań. Obecnie Międzynarodowy Komitet Ornitologiczny oraz lista ptaków świata opracowywana we współpracy BirdLife International z autorami Handbook of the Birds of the World zaliczają taksony z tej rodziny do garncarzowatych (Furnariidae), choć jeszcze w wydanym w 2003 roku 8. tomie Handbook of the Birds of the World wydzielane były jako osobna rodzina.
Do rodziny tęgosterowatych zaliczane są następujące podrodziny:
- Sittasominae Ridgway, 1911 – kowale
- Dendrocolaptinae G.R. Gray, 1840 – tęgostery